# Anna Charlier
Anna Albertina Constantia Charlier (/'ʃaljə/) (25. juli 1871 i Åby, Gråmanstorp – 1949) var en svensk kvinde, som i dag huskes for at have været forlovet med Nils Strindberg, deltager i ingeniør Salomon August Andrées ballonekspedition mod Nordpolen i 1897. Strindberg skrev flere stenograferede brev til Anna Charlier under ekspeditionens mislykkede forsøg på at nå civilisationen.

## Anna Charlier i fiktion
- I filmen Den iskolde ekspedition fra 1982 blev Anna Charlier spillet af Lotta Larson.
- Anna Charlier er en af hovedpersonerne i romanen Anna's book af George MacBeth (London 1983).